# Crossotocera wagnerella
Crossotocera wagnerella är en fjärilsart som beskrevs av Hans Zerny 1930. Crossotocera wagnerella ingår i släktet Crossotocera och familjen praktmalar, Oecophoridae. Inga underarter finns listade i Catalogue of Life.